# K x K, a Perestroika no Tabuleiro
K x K, a Perestroika no Tabuleiro é o título de um livro sobre enxadrismo escrito por Hebert Abreu de Carvalho e Rubens Filguth, publicado no Brasil em 1991 pela editora Promochess. Neste livro, conta-se de formar resumida a história dos 5 matches entre Anatoly Karpov e Garry Kasparov, além de alguns aspectos pessoais sobre os campeões.